# EZproxy
EZproxy est un logiciel de type proxy principalement utilisé par les bibliothèques universitaires afin de fournir un accès distant aux ressources numériques auxquelles elles sont abonnées.

## Historique
La première version du logiciel a été diffusée en 1999 par Chris Zagar, son créateur, qui a par la suite créé la société Useful utilities afin de fournir des services autour de l'outil. En janvier 2008, le logiciel passe sous le contrôle d'OCLC qui recrute alors Zagar comme consultant à temps-plein afin de faciliter la transition depuis Useful utilities vers OCLC. À cette date, EZproxy revendique 2400 institutions clientes dans une soixantaine de pays.
En 2006, Chris Zagar reçoit le LITA/Brett Butler Entrepreneurship Award pour la création de ce logiciel.

## Fonctionnement
EZproxy est un outil installé sur un serveur et qui sert d'intermédiaire entre l'usager et un fournisseur de ressources numériques. L'adresse IP du serveur sur lequel est installé EZproxy est déclarée auprès des fournisseurs de contenus qui autorisent alors l'accès à tout utilisateur arrivant depuis ce serveur. L'authentification est confiée à l'établissement en charge d'EZproxy, via un annuaire LDAP par exemple.
Concrètement, l'utilisation du serveur proxy passe par l'ajout d'un préfixe de la forme http://proxy.univ.fr/login?url= à l'URL à laquelle on souhaite accéder. Pour l'accès à Cairn.info, cela donnera par exemple http://proxy.univ.fr/login?url=http://www.cairn.info et aura pour effet d'afficher à l'utilisateur, après authentification, la page d'accueil de Cairn.info de manière transparente.

## Outils complémentaires
EZproxy est un serveur mandataire qui produit également des fichiers de logs contenant les détails des accès aux ressources numériques. Ces fichiers de logs sont des éléments précieux qui peuvent être analysés pour réaliser des statistiques d'accès à la documentation numérique. C'est dans ce cadre que le logiciel libre ezPAARSE peut être utilisé. Il prend en entrée ces fichiers de logs et produit en sortie des résultats filtrés et enrichis d'un point de vue bibliographique. L'outil libre ezVis peut lui être associé pour réaliser des tableaux de bord avancés et, par exemple, visualiser l'évolution des consultations par revues scientifiques en fonction du temps sur un histogramme.